# Histoire féministe
L'histoire féministe est une partie des études historiques dont le sujet est l'histoire des femmes.

## Présentation
Bien que le terme soit courant dans le monde anglo-saxon, il est moins utilisé en France où l'expression histoire féministe heurte l'idée d'universalisme de la science historique. Une histoire féministe serait nécessairement orientée. Par ailleurs, des chercheuses rejettent l'usage de cet adjectif féministe au nom de ce principe d'universalisme. L'histoire des femmes ne doit donc pas être selon celles-ci une histoire féministe car cela entraînerait une ghettoïsation de la discipline au sein de l'universalité. Cependant, Christine Bard remarque que malgré cette posture, l'histoire des femmes reste surtout un domaine dans lequel les femmes sont très fortement majoritaires. A contrario, l'histoire féministe est une réalité dans le monde universitaire à l'étranger.